# Ella Hall

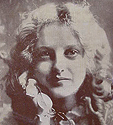
Hall en 1914

Ella Hall (Nueva York,  17 de marzo de 1896 – Los Ángeles, 3 de septiembre de 1981) fue una actriz cinematográfica estadounidense, activa en la época del cine mudo. A lo largo de su carrera, actuó en 90 producciones estrenadas entre 1912 y 1933. Fue la madre de los actores Ellen Hall y Richard Emory.

## Biografía
Su nombre completo era Ella August Hall, y nació en Nueva York, mudándose a Hollywood, California, en los primeros tiempos del cine mudo a fin de conseguir iniciar una carrera como actriz. Su madre era May Hall (1877–1962), una actriz que nunca llegó a alcanzar la notoriedad. Hall estuvo brevemente casada con el actor Emory Johnson, con el que tuvo dos hijos, la actriz de serie B Ellen Hall y el actor Richard Emory. 
El primer papel protagonista de Ella Hall llegó en 1913 con Memories. A partir de entonces su carrera despegó, actuando en 37 películas entre 1913 y el final de 1914. Hizo otras 39 interpretaciones desde 1915 a 1919, no volviendo a recibir trabajo hasta 1921. Su carrera había perdido ritmo en esos dos años, y solamente volvería a actuar en otras siete cintas. Su película más conocida fue The Flying Dutchman, estrenada en 1923, que también sería su última producción muda. 
Tuvo un papel menor, sin créditos, en el film de 1930 de Cecil B. DeMille Madam Satan, actuando por última vez en 1933 con The Bitter Tea of General Yen. 
Ella Hall falleció en Los Ángeles, California, en 1981. Fue enterrada en el Cementerio Forest Lawn Memorial Park de Glendale (California).

## Selección de su filmografía

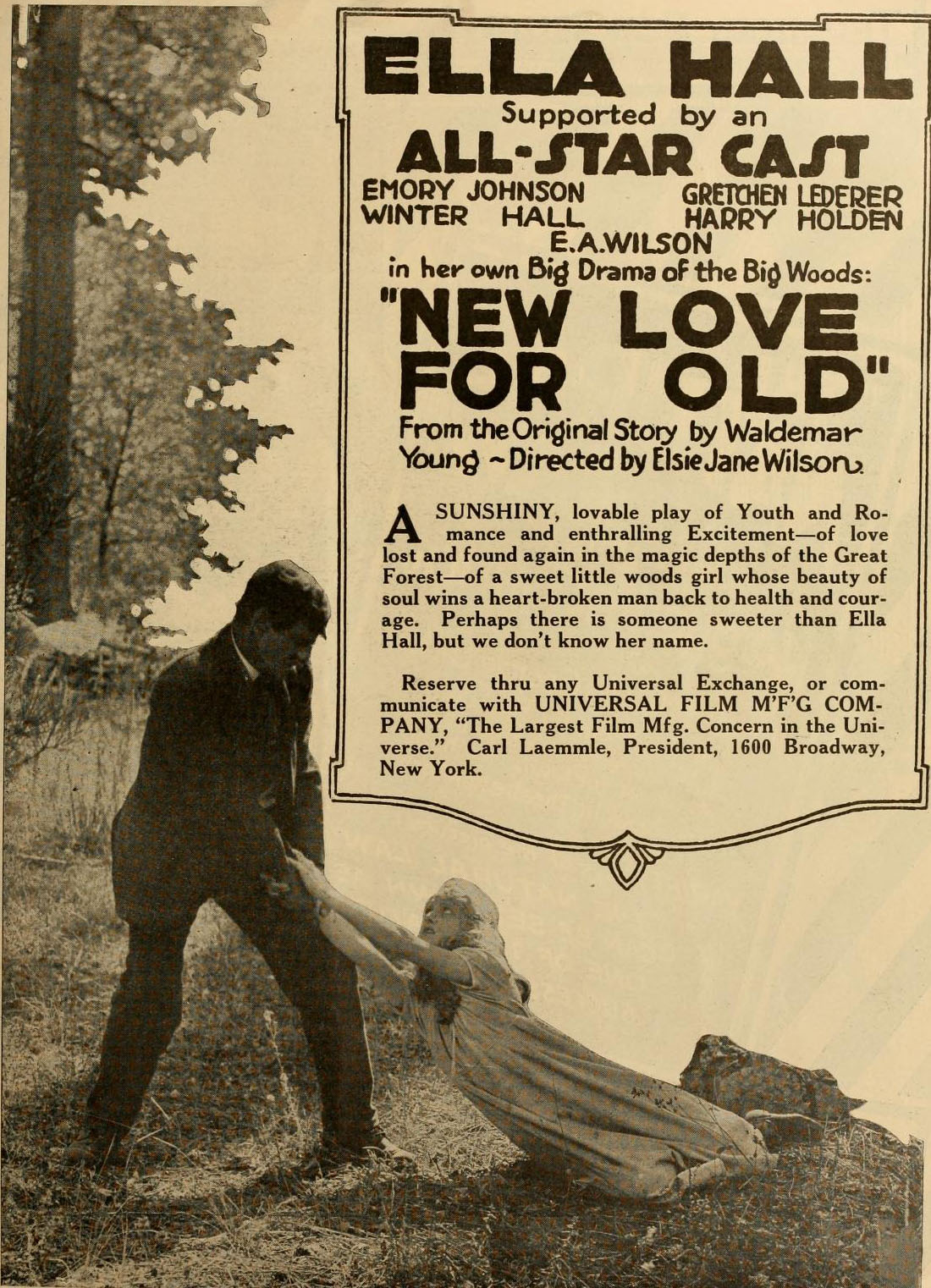
Hall en New Love for Old (1918)

- The Master Key (1914)
- Secret Love (1916)
- Which Woman? (1918)
- Three Mounted Men (1918)
- The Great Reward (1921)
- The Third Alarm (1922)